# 裴賢鎮
裴賢鎮（：／ Bae Hyun-jin，1983年11月6日—），大韓民國保守派政治人物，國民力量黨員，也是前韓國文化廣播公司主播。

## 生平
裴賢鎮大學時期曾參加演講比賽獲獎。也曾擔任淑明女子大學的學生模特兒。她2008年11月從1,926名競爭對手中脫穎而出，2009年開始，每天下午五點在MBC播報新聞，並在2010年廣州亞運擔任播報員。在播報新聞之餘，也在語言類節目「우리말 나들이」提供糾錯功能。主持MBC電視節目「100分鐘辯論」，2010年主持廣播節目「裴賢鎮的世界城市旅行」，介紹世界知名城市。也曾參演綜藝節目三輪、無限挑戰。她於2018年3月7日離開MBC，隨即受到時任自由韓國黨黨魁洪準杓的邀請，於3月9日加入保守派政黨自由韓國黨，並表示：「在MBC的文化中尊重每個人的思想和見解的自由已經消失了。我對自由民主的價值觀和自由市場經濟的自由是否正在遭受破壞感到不安和擔憂。」投入2018年大韓民國補選首爾松坡乙的國會議員選戰，但敗於共同民主黨候選人崔宰誠。2020年大韓民國國會選舉，兩人再次對壘，裴賢鎮成功當選。2024年4月，他在2024年大韓民國國會選舉中連任 。